# Hasan Ahadpur
Hasan Ahadpur (pers. حسن احدپور) – irański judoka.
Brązowy medalista igrzysk azjatyckich w 1994 roku.